# Gonolobus versicolor
Gonolobus versicolor är en oleanderväxtart som beskrevs av R. E. Woodson. Gonolobus versicolor ingår i släktet Gonolobus och familjen oleanderväxter. Inga underarter finns listade i Catalogue of Life.